# ناحية السخنة
ناحية السخنة إحدى نواحي سوريا تتبع إداريّاً لمحافظة حمص منطقة تدمر ومركزها بلدة السخنة، بلغ تعداد سكان الناحية 21,880 نسمة حسب التعداد السكاني لعام 2004.

## تجمعات ناحية السخنة السكانية[2]
| التجمع السكاني |        |
| -------------- | ------ |
| كريم           | 406    |
| الكدير         | 694    |
| الكوم          | 1,771  |
| السخنة         | 16,173 |
| الطيبة         | 2,413  |
| التوينات       | 423    |